# Белковая субъединица
Белковая субъединица в структурной биологии — полипептид, который вместе с другими компонентами собирается в мультимерный или олигомерный белковый комплекс. Многие природные ферменты и другие белки состоят из нескольких белковых субъединиц.
Из нескольких белковых субъединиц состоят: гемоглобин, ДНК-полимеразы, нуклеосомы, мультимерными являются ионные каналы, все филаменты цитоскелета (микротрубочки, микрофиламенты и другие), рибосомы. Субъединицы таких белков могут быть идентичными, гомологичными или полностью различными, в зависимости от выполняемых функций.
В некоторых белковых комплексах одна субъединица может называться «регуляторной», а другая «каталитической». Фермент, составленный из регуляторной и каталитической субъединиц, как и фермент, составленный из главной (неактивной, апофермент) и вспомогательной (активирующей, кофермент) субъединиц часто называется холоферментом. Одна белковая субъединица представлена одной молекулой полипептида, который кодируется самостоятельным геном, таким образом, в случае сложного белка, каждой субъединице соответствует отдельный ген, либо один ген соответствует нескольким идентичным субъединицам.
Субъединицы часто обозначают греческими или латинскими буквами, число субъединиц такого типа указывается в нижнем индексе. Например, фермент АТФ-синтаза имеет среди прочих субъединицы типа α. В одной молекуле фермента имеются три субъединицы α и обозначаются α3. Другие субъединицы обозначаются аналогичным образом, например, α3β3-гексамер — обозначение c-кольца АТФ-синтазы.